# Åreskutan
Åreskutan est une montagne des Alpes scandinaves située près d'Åre, dans le Jämtland en Suède. La montagne est au cœur du grand domaine skiable d'Åre, plus grand de Scandinavie.